# 27. domobranska pješačka pukovnija
27. domobranska sisačka pješačka pukovnija (Sisaker Landwehr-Infanterie-Regiment Nr.27, Sziszeki 27. honvéd gyalogezred) bila je pukovnija u sastavu Kraljevskog hrvatskog domobranstva. Stožer pukovnije bio je u Sisku. I. i II. bojna bila je stacionirana u Sisku, a III. u Novoj Gradiški.

## Povijest
Osnovana je 1889. iz 27. pješačke polubrigade, koja je ustrojena 1874. iz 81., 84. i 90. domobranske satnije.
Zapovjednik pukovnije 1914. bio je pukovnik Alojz Petković. Iste godine uključena je u 42. domobransku pješačku "Vražju" diviziju. Divizija je imala 14.000 ljudi i bila je pod zapovjedništvom general-pukovnika Stjepana Sarkotića. To je jedna od najpoznatijih vojnih postrojba hrvatske ratne prošlosti. Svoj ratni put počela je na srbijanskom ratištu, u Srijemu, kao dio snaga prvog udara. Kasnije sudjeluje u bitkama na Ceru i Kolubari, a zatim je upućena u Galiciju. Početkom 1918. godine bila je prebačena na talijansko ratište, gdje ostaje do kraja rata. Divizija se posebno istaknula 1915. prilikom zauzimanja Crne Gore.
U prosincu 1918., časnici i domobrani sad već bivše 27. sisačke pukovnije sudjelovali su u oslobađanju Međimurja od mađarske okupacije. Major Ivo Henneberg doveo je u pomoć "Sisački bataljun". Na vrijeme za sudjelovanje u akciji stigao je i satnik Radoslav Rački koji je u Novoj Gradiški sastavio "Novogradiški bataljun" jačine 750 vojnika i 20. prosinca krenuo u borbu za oslobođenje Međimurja.

## Sastav
1914. narodnosni sastav je bio sljedeći: 84% Hrvata i Srba te 16% ostalih.

## Raspuštanje
Stvaranjem Države Slovenaca, Hrvata i Srba pokrenut je krajem 1918. proces demobilizacije u kojem je raspušteno Hrvatsko domobranstvo. Raspuštanje domobranstva počelo je u studenome 1918. i nastavilo se u prvim mjesecima 1919. Početkom siječnja 1919. naređeno je ukidanje 27. pješačke pukovnije (kao i onih iz zajedničke austrougarske vojske).